# Hesperia (Michigan)
Hesperia è un villaggio degli Stati Uniti d'America, situato nello Stato del Michigan, diviso tra la contea di Oceana e la contea di Newaygo.